# 2005년 콘클라베

사도좌 공석 상태에 있는 동안에 사용되는 성좌의 문장

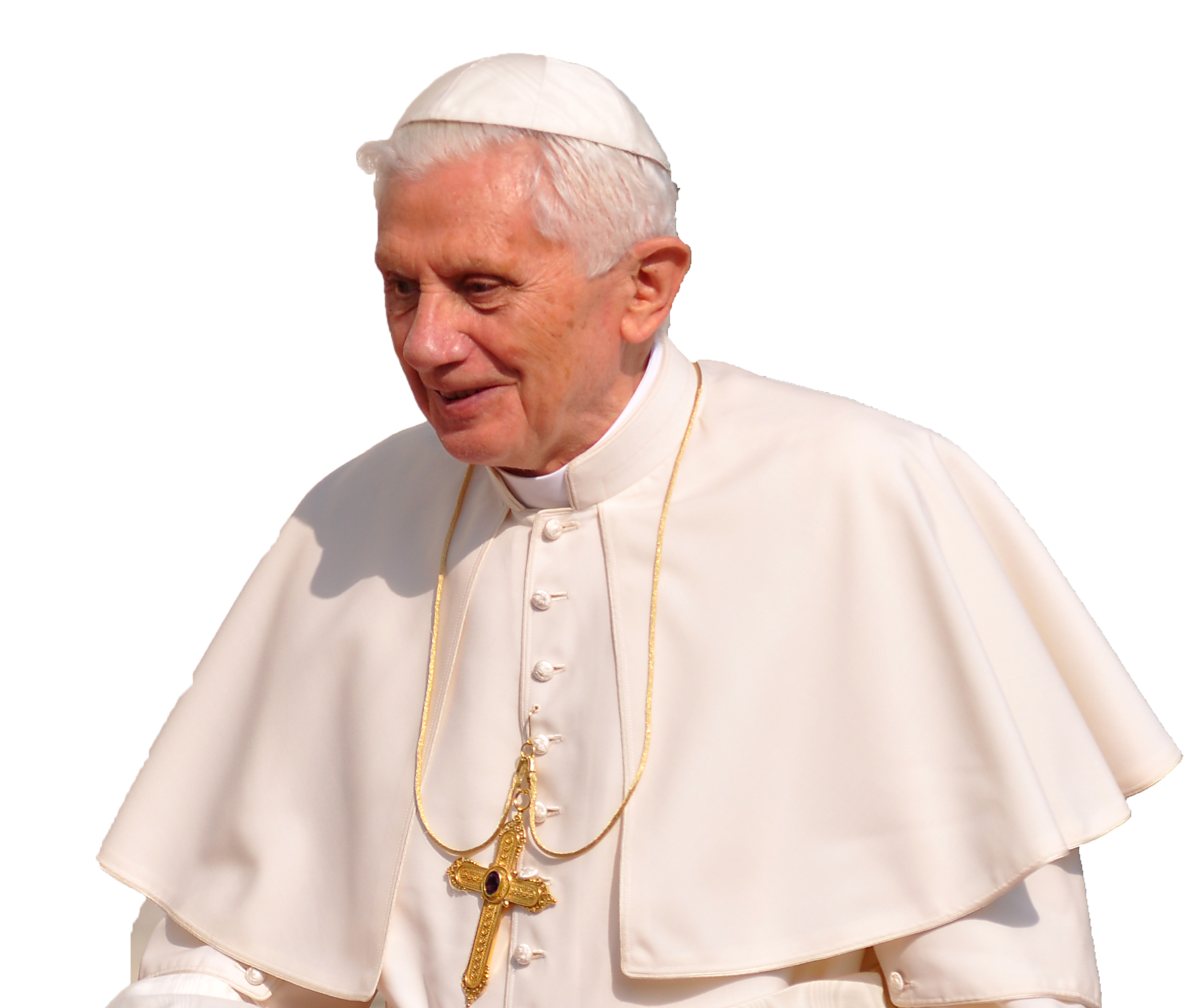
교황 선출자 베네딕토 16세 (요제프 라칭거)

2005년 콘클라베는 제265대 교황을 선출하기 위해 진행된 콘클라베이다. 제264대 교황 요한 바오로 2세가 2005년 4월 2일에 선종한 이후에 새 교황을 선출하기 위해 진행된 선거이며 바티칸 시국에 있는 사도 궁전과 시스티나 성당에서 진행되었다.
2005년 4월 18일부터 4월 19일까지 이틀에 걸쳐 4차례 투표가 진행되었으며 전 세계 80세 이하 추기경 115명이 투표에 참가하였다. 독일의 추기경이자 교황청 신앙교리성 장관인 요제프 라칭거가 새 교황으로 선출되었으며 교황 이름은 베네딕토 16세로 명명되었다.

## 추기경단
- 투표에 참가한 추기경: 117명
- 불참: 2명 (하이메 신(Jaime Sin, 필리핀), 아돌포 수아레스 리베라(Adolfo Suárez Rivera, 멕시코))

### 대륙별 추기경 분포
- 유럽 국가 추기경: 58명
- 북아메리카 국가 추기경: 22명
- 남아메리카 국가 추기경: 12명
- 아프리카 국가 추기경: 11명
- 아시아 및 중동 국가 추기경: 10명
- 오세아니아 국가 추기경: 2명

### 출신 국가별 추기경 분포
- 20명: 이탈리아
- 11명: 미국
- 6명: 독일, 스페인
- 5명: 프랑스
- 4명: 브라질, 멕시코
- 3명: 캐나다, 콜롬비아, 인도, 폴란드
- 2명: 칠레, 헝가리, 일본, 나이지리아, 필리핀, 포르투갈, 우크라이나, 영국
- 1명: 아르헨티나, 오스트레일리아, 오스트리아, 볼리비아, 보스니아 헤르체고비나, 카메룬, 콩고 공화국, 크로아티아, 쿠바, 체코, 도미니카 공화국, 가나, 과테말라, 온두라스, 인도네시아, 아일랜드, 코트디부아르, 라트비아, 리투아니아, 마다가스카르, 네덜란드, 뉴질랜드, 니카라과, 페루, 남아프리카 공화국, 수단, 스위스, 시리아, 탄자니아, 태국, 우간다, 베트남

## 주요 인사
- 수석 추기경: 요제프 라칭거 (Joseph Ratzinger, 독일)
- 보조 추기경: 안젤로 소다노 (Angelo Sodano, 이탈리아)
- 교황 궁무처장: 에두아르도 마르티네스 소말로 (Eduardo Martínez Somalo, 스페인)
- 수석 사제: 김수환 (Kim Sou-hwan, 대한민국)
- 수석 부제: 호르헤 메디나 에스테베스 (Jorge Medina Estévez, 칠레)
- 비서: 프란체스코 몬테리시 (Francesco Monterisi, 이탈리아)